# ژیلز هولست

## ژیلز هولست
فیزیکدان هلندی متولد ۲۰ مارس سال ۱۸۸۶میلادی که در ۱۱ اکتبر سال ۱۹۶۸ و در سن ۸۲ سالگی از دنیا رفته‌است. شهرت جهانی ژیلز به دلیل اختراع لامپ سدیم کم فشار است. پدر وی مدیر یک کارگاه کشتی سازی بود. وی در سال ۱۹۰۴ برای تحصیل در رشته مهندسی مکانیک به مؤسسه فناوری فدرال زوریخ می‌رود و پس از یک سال به رشته ریاضیات و فیزیک تغییر رشته می‌دهد.

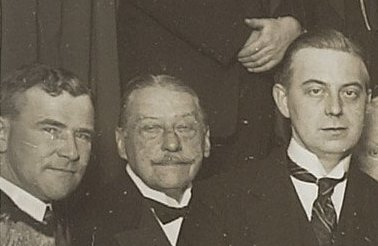
Prof. Dr. Gilles Holst (1886-1968), Jhr. Mr. P. Teding van Berkhout (1865-1935), Prof. Dr. Balthasar van der Pol (1889-1959). Gouden promotiefeest Lorentz 1925 (cropped)